# Dillingen (Sarre)
Pour les articles homonymes, voir Dillingen.
Dillingen/Saar (Déllingen en francique mosellan, Dillinge en francique rhénan, en français : Dillange) est une ville de l’Arrondissement de Sarrelouis en Sarre. Elle a environ 20 000 habitants répartis sur trois quartiers : Dillingen (centre-ville), Pachten et Diefflen. Le territoire de la commune est situé au bord du Parc Naturel Sarre-Hunsrück (de), à l’embouchure de l’affluent Prims dans la Sarre. 
La frontière avec la France est à 10 km. Dillingen se situe à 60 km de la ville de Luxembourg et de Trèves. Metz est situé à 50 km et Sarrebruck à 30 km. La ville touche directement aux confins du territoire de Sarrelouis. Par rapport au nombre d'habitants, elle est au deuxième rang dans l'Arrondissement de Sarrelouis.

## Géographie

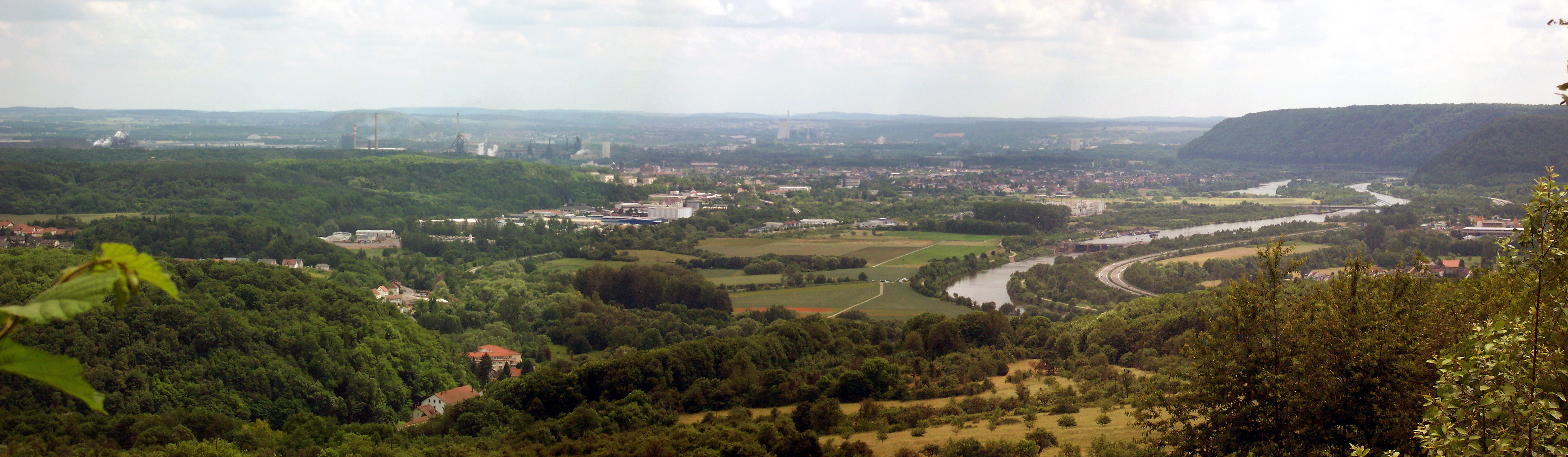

### Quartiers
- Diefflen
- Dillingen
- Pachten

## Histoire
| Appartenances historiques Électorat de Trèves 1152-1388 Comté de Sarrebruck 1388-1391 Nassau-Sarrebruck 1391-1550 Duché de Lorraine 1550-1661 Royaume de France 1661-1792 République française (Moselle) 1792-1804 Empire français (Sarre) 1804-1813 Royaume de Prusse (Grand-duché du Bas-Rhin) 1815-1822 Royaume de Prusse (Province de Rhénanie) 1822-1918 République de Weimar 1918-1920 Territoire du bassin de la Sarre 1920-1935 Reich allemand 1935-1945 Allemagne occupée 1945-1947 Protectorat de Sarre 1947-1956 Allemagne 1956-présent |

Riches découvertes en bronze du IXe siècle av. J.-C., Une forteresse de la culture de Hallstatt (VIIIe – VIe siècles av. J.-C. ) sur le massif montagneux du Limberg et un cimetière avec une "tombe de princesse" de la dernière période de Hallstatt (environ 500 ans avant notre ère) témoignent du fait que la région de Dillingen et Wallerfangen/Vaudrevange avait la fonction d'un centre à l'époque préhistorique et historique.
La colonie gallo-romaine Contiomagus existait à l'intersection des routes Metz-Mayence et Trèves-Strasbourg dans l'actuel district de Pachten. Vers 275/276 Contiomagus a été détruit et reconstruit au cours de l'invasion des barbares.
Le plus ancien message écrit de "Dillingen" et "Pachten" se trouve dans un document de l'évêque de Trèves, Albero de Montreuil (1131-1152). En 1324, la première mention de Diefflen est faite et en 1357 la première mention du vieux château de Dillingen, un château du duc de Lorraine. Entre 1618 et 1648, Dillingen fut dévastée par la guerre de trente ans et par les années 1672-1678/79 lors de la guerre de Hollande. En 1685, le marquis Charles Henri de Lenoncourt reçut à Dillingen l'autorisation de construire une usine sidérurgique (Dillinger Hütte) du roi français Louis XIV.
La Révolution française a mis fin à la domination de la noblesse locale à Dillingen. En 1814, la région fut récompensée par le premier traité de Paris. Dans le deuxième traité de Paris de 1815, Dillingen était affilié à l'État de Prusse.
Avec la chute de la dynastie des Hohenzollern en 1918, Dillingen devint une partie de l'État libre de Prusse. Entre 1920 et le plébiscite de 1935, Dillingen faisait partie du territoire du bassin de la Sarre sous l'administration de la Société des Nations, conformément aux dispositions du traité de Versailles. Après le plébiscite de 1935, Dillingen retourna dans le Reich allemand sans faire à nouveau partie de la Prusse. En 1936, le village de Pachten a été incorporé. Au cours de la Seconde Guerre mondiale, les destructions ont été considérables, notamment lors des violents combats de l'hiver 1944-1945 entre la Wehrmacht allemande et l'armée américaine. En 1947, Dillingen est devenu une partie de l’État de la Sarre. En 1949, Dillingen obtint le privilège urbain du gouvernement de la Sarre, dirigé par le Premier ministre Johannes Hoffmann. En 1957, Dillingen est devenu politiquement et, le 5 juillet 1959, économiquement une partie de la République fédérale d’Allemagne. En 1969, le village Diefflen a été incorporé. En 1990, ils fêtèrent à Dillingen une célébration de 2000 ans de la colonie romaine Contiomagus.

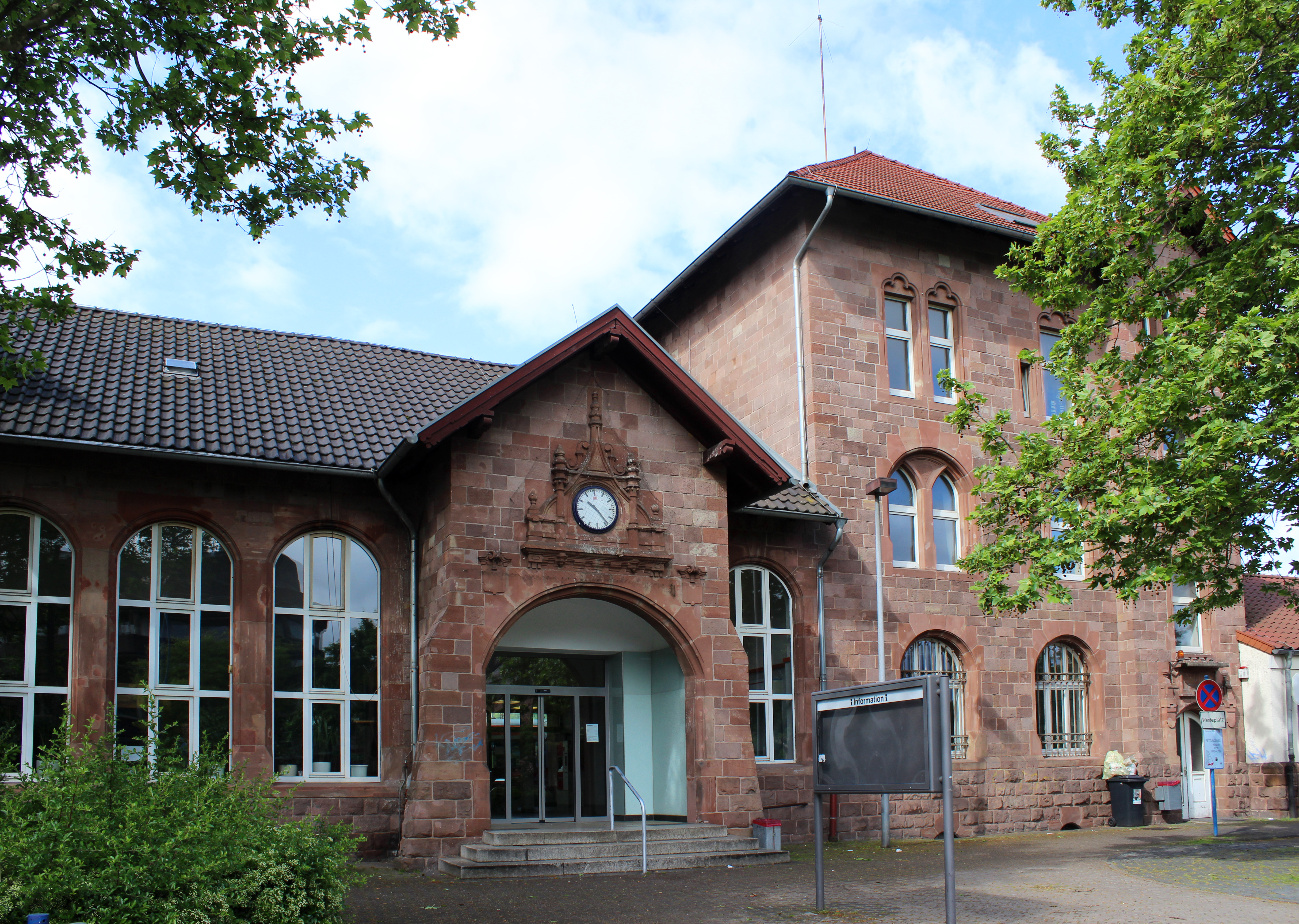
Gare
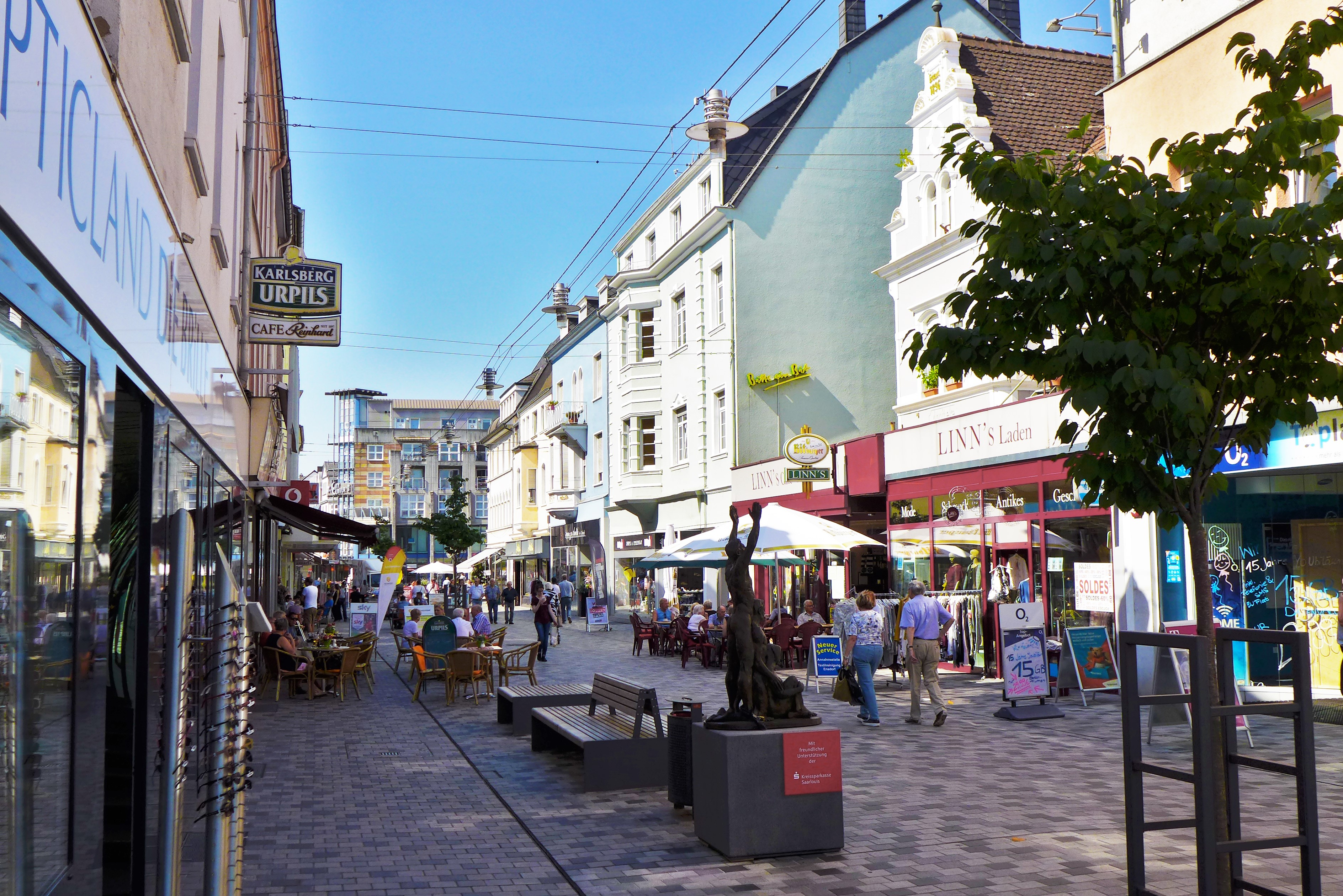
Zone piétonne Stummstraße.
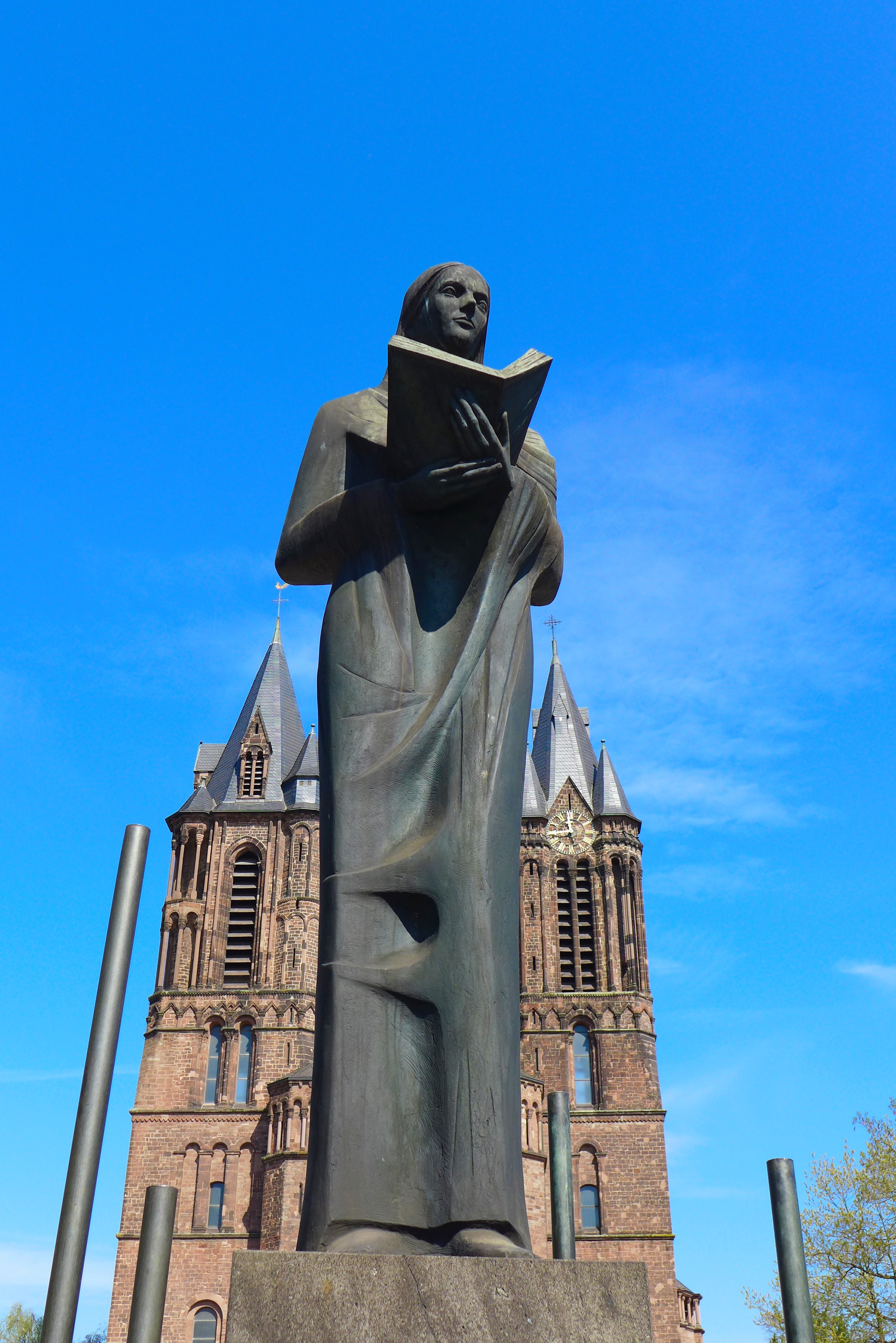
Statue de sainte Odile devant le Saardom.
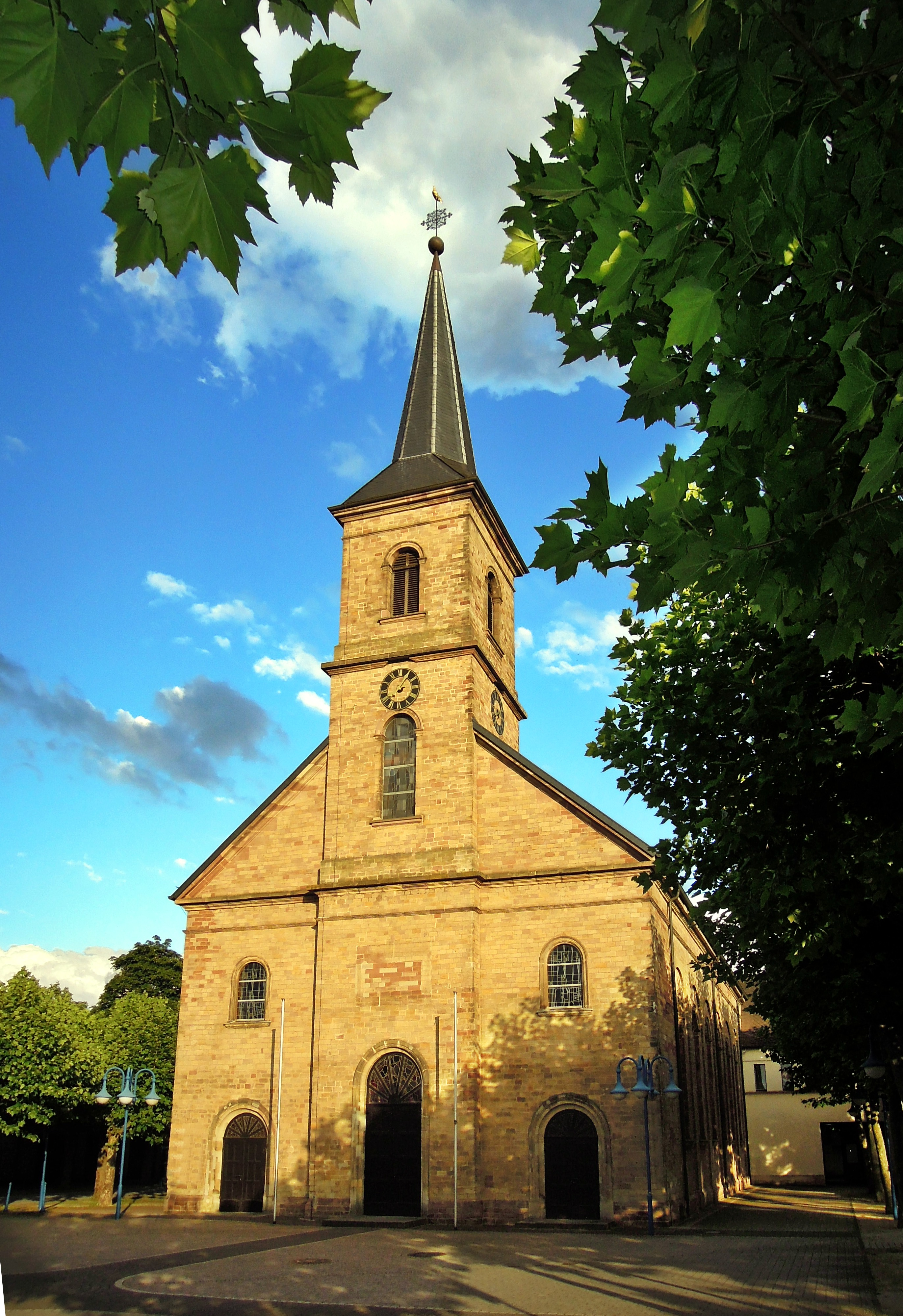
Église Saint-Jean-Baptiste.
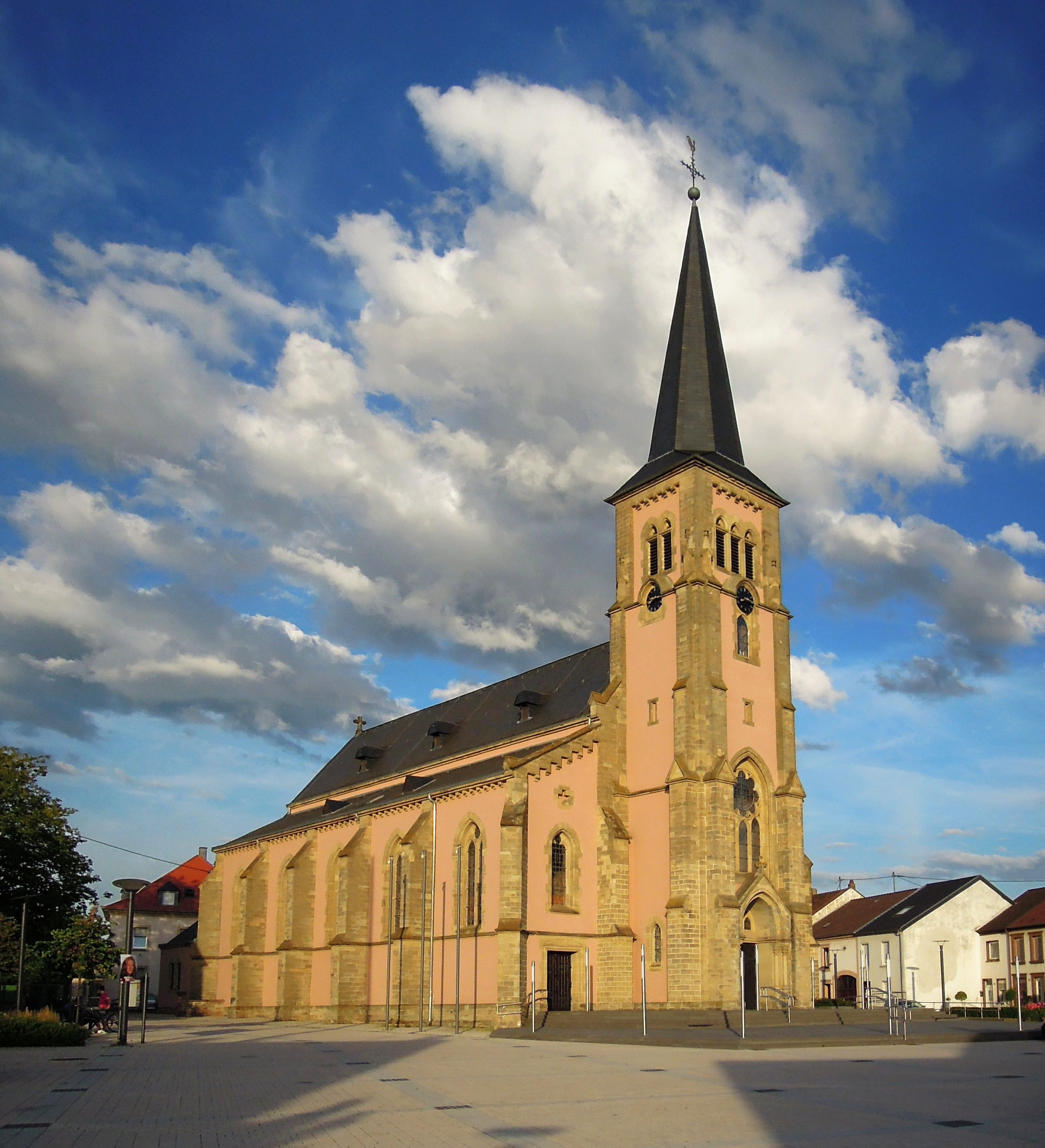
Église Saint-Maximin et des saints auxiliateurs, Pachten.
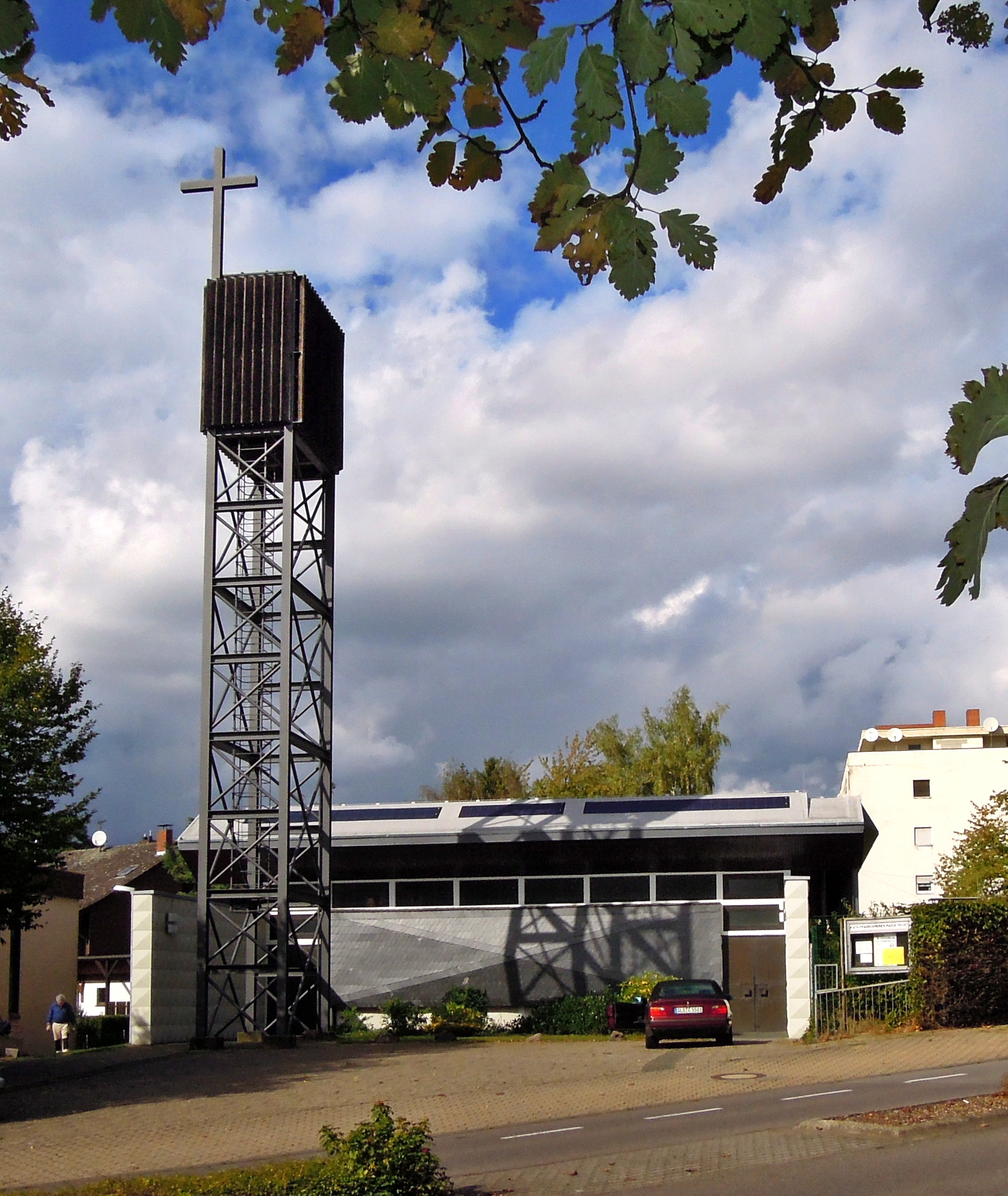
Église Consolatrice des Affligés, Pachtener Heide.
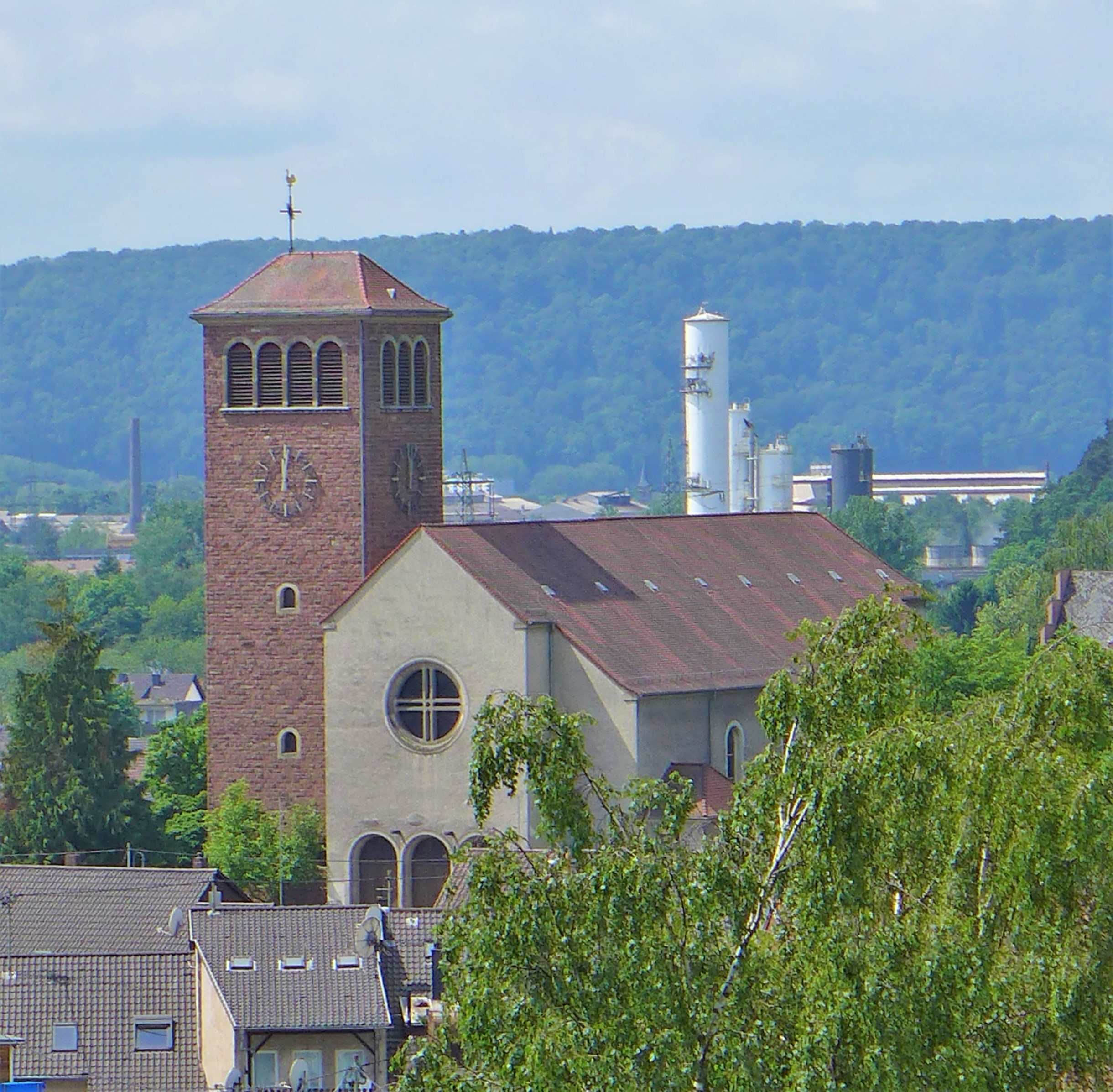
Église Saint-Joseph et Saint-Wendelin, Diefflen.
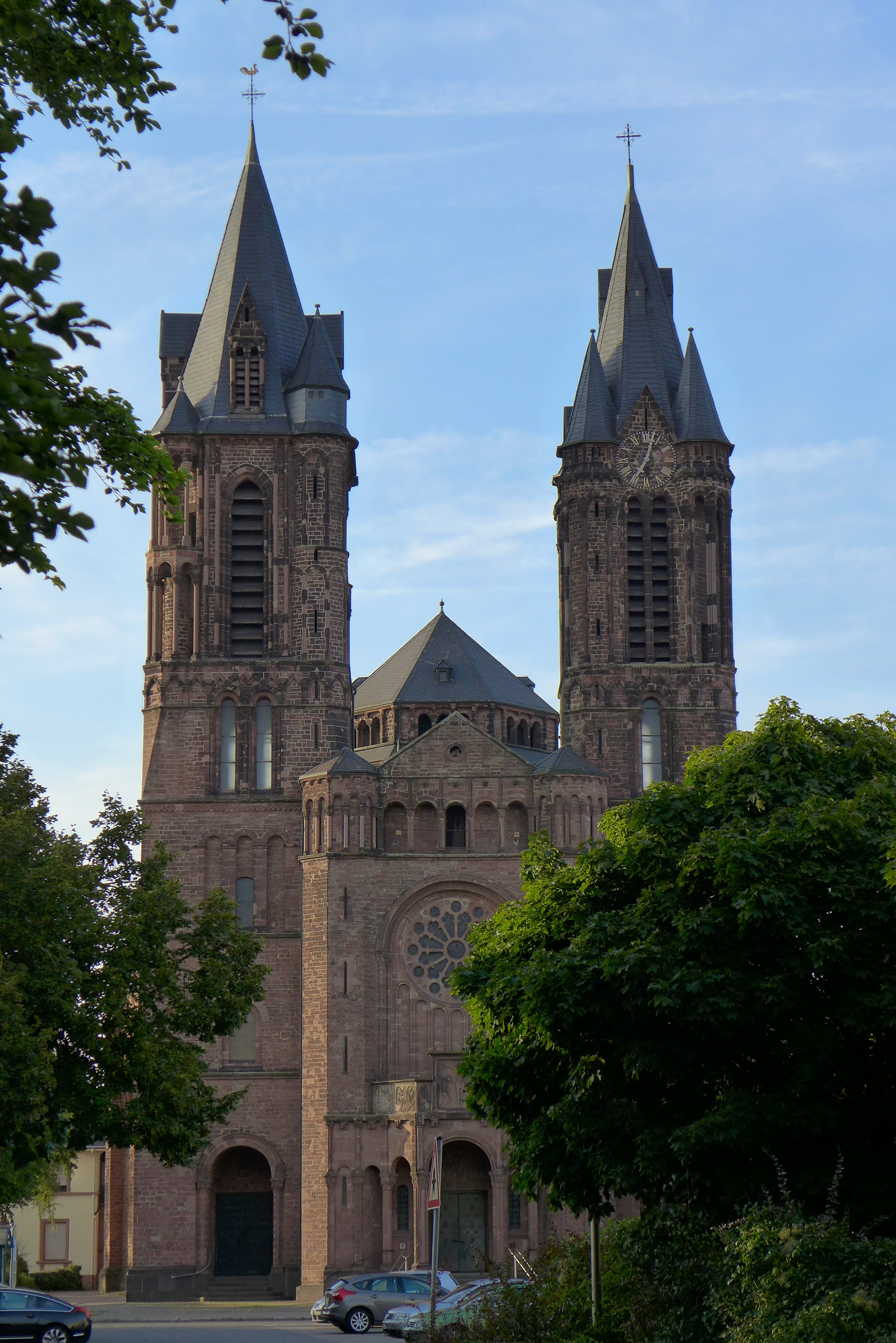
Église du Très-Saint-Sacrement (Saardom).
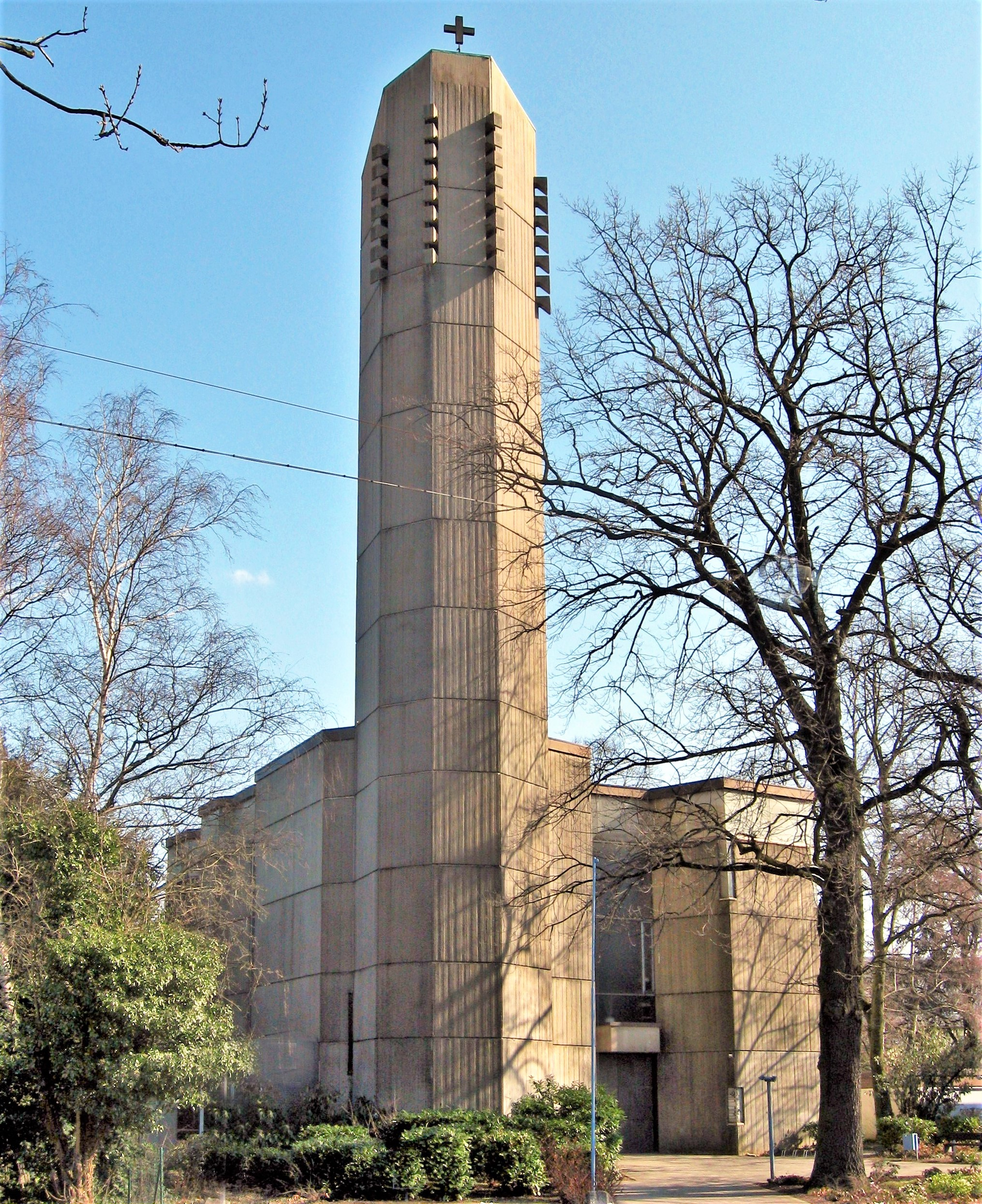
Église protestante.
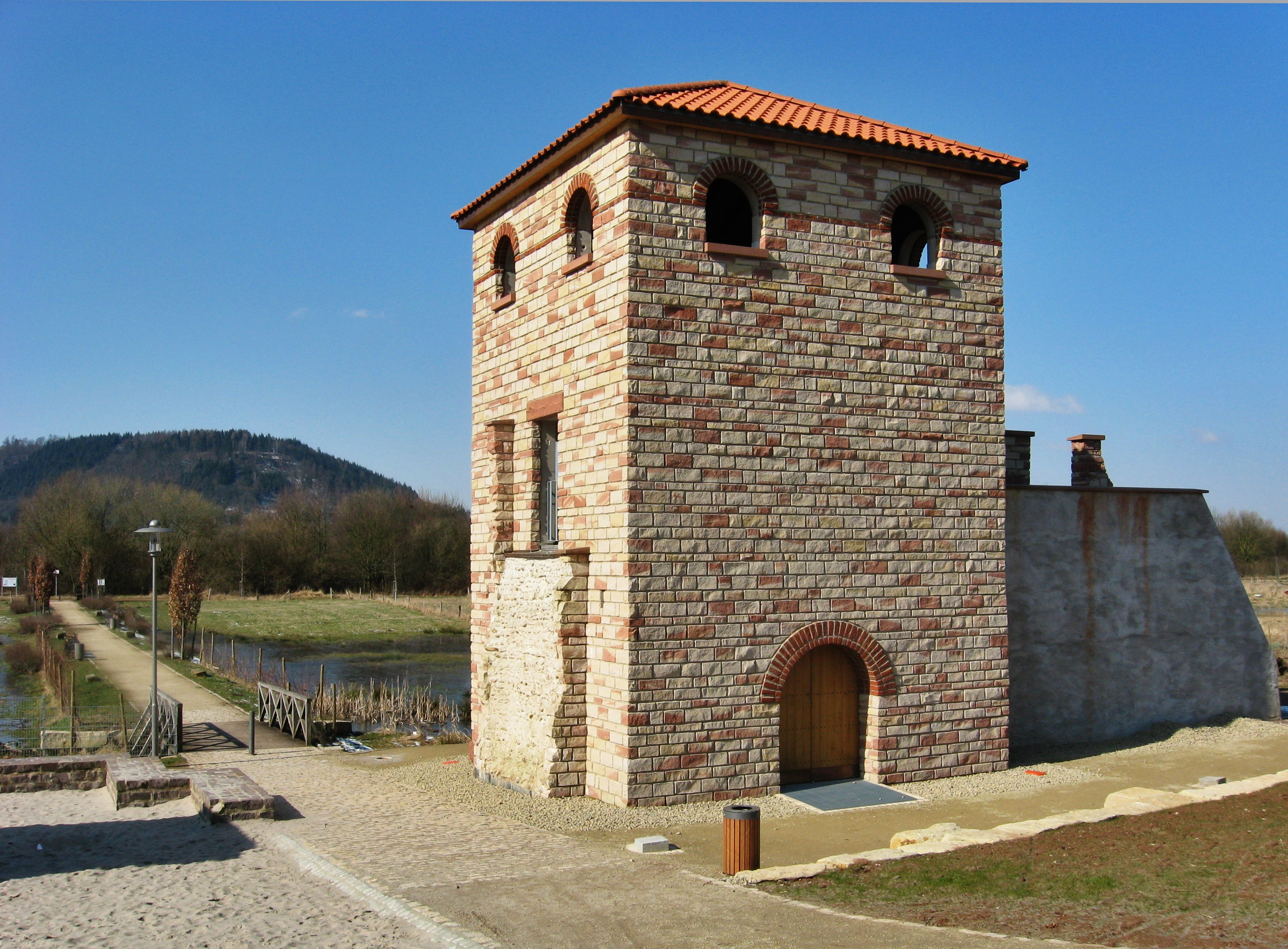
Camp romain, Reconstruction, Pachten.
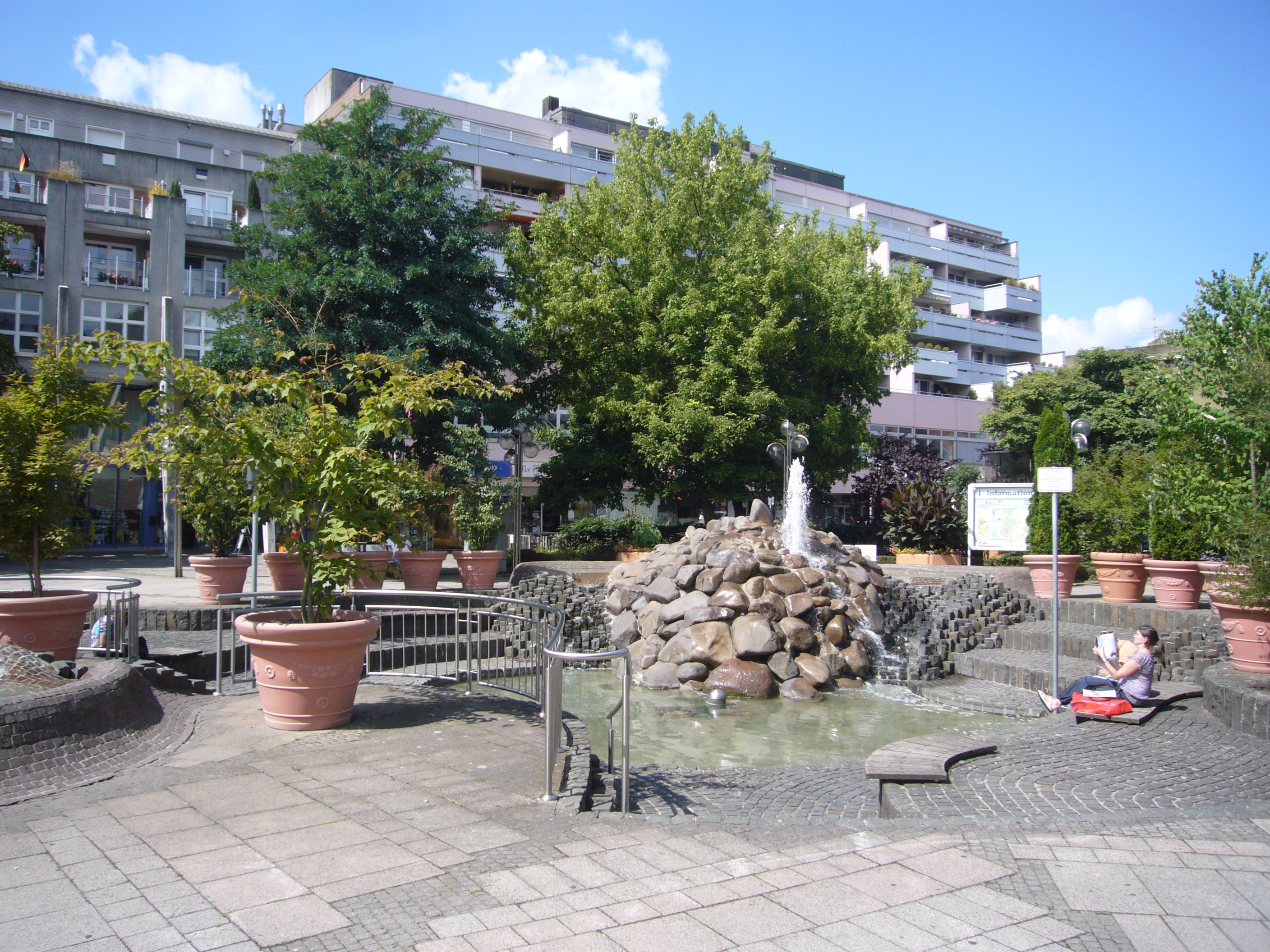
Fontaine Sainte-Odile.
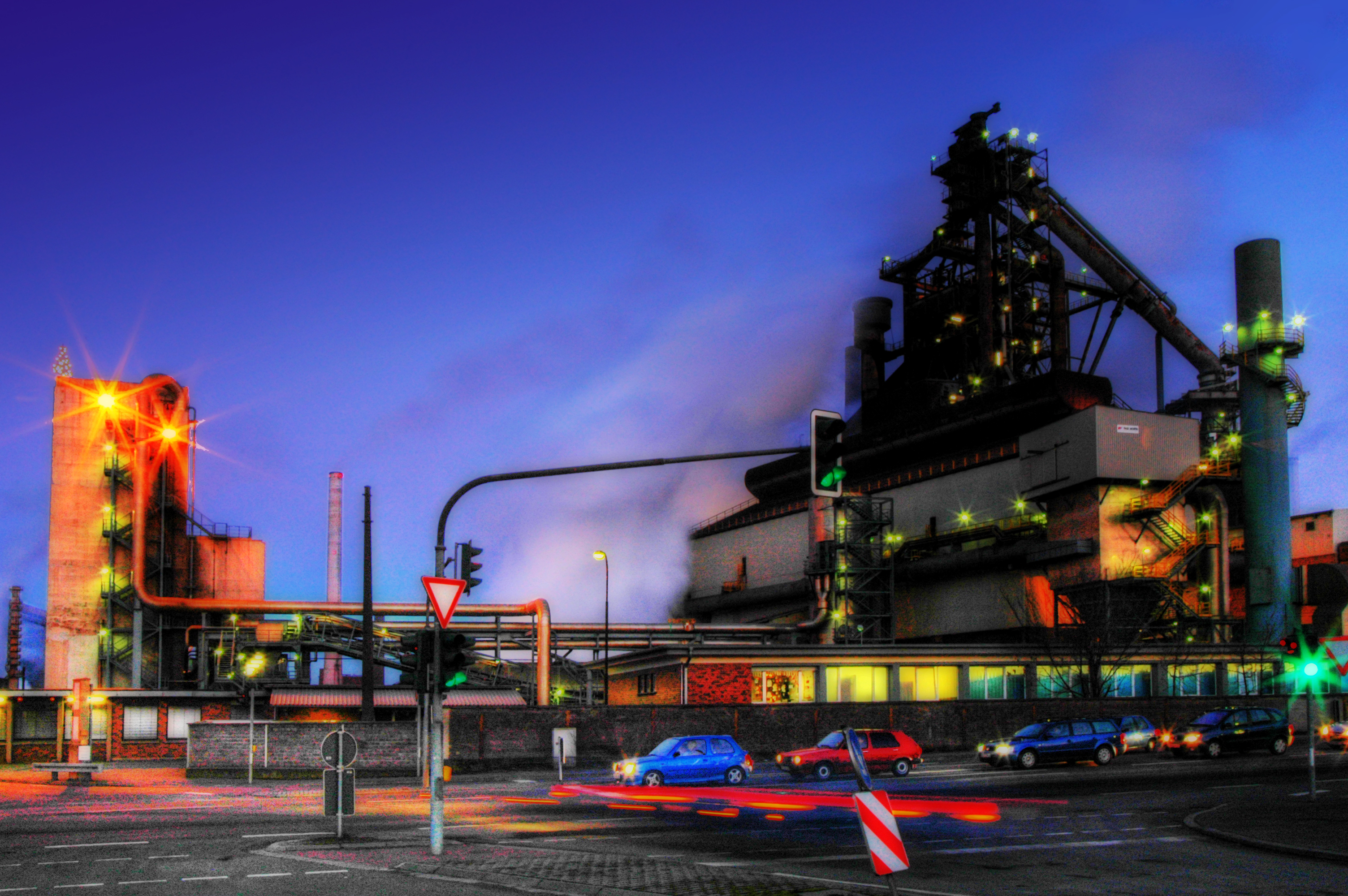
Aciérie "Dillinger Hütte", haut fourneau.
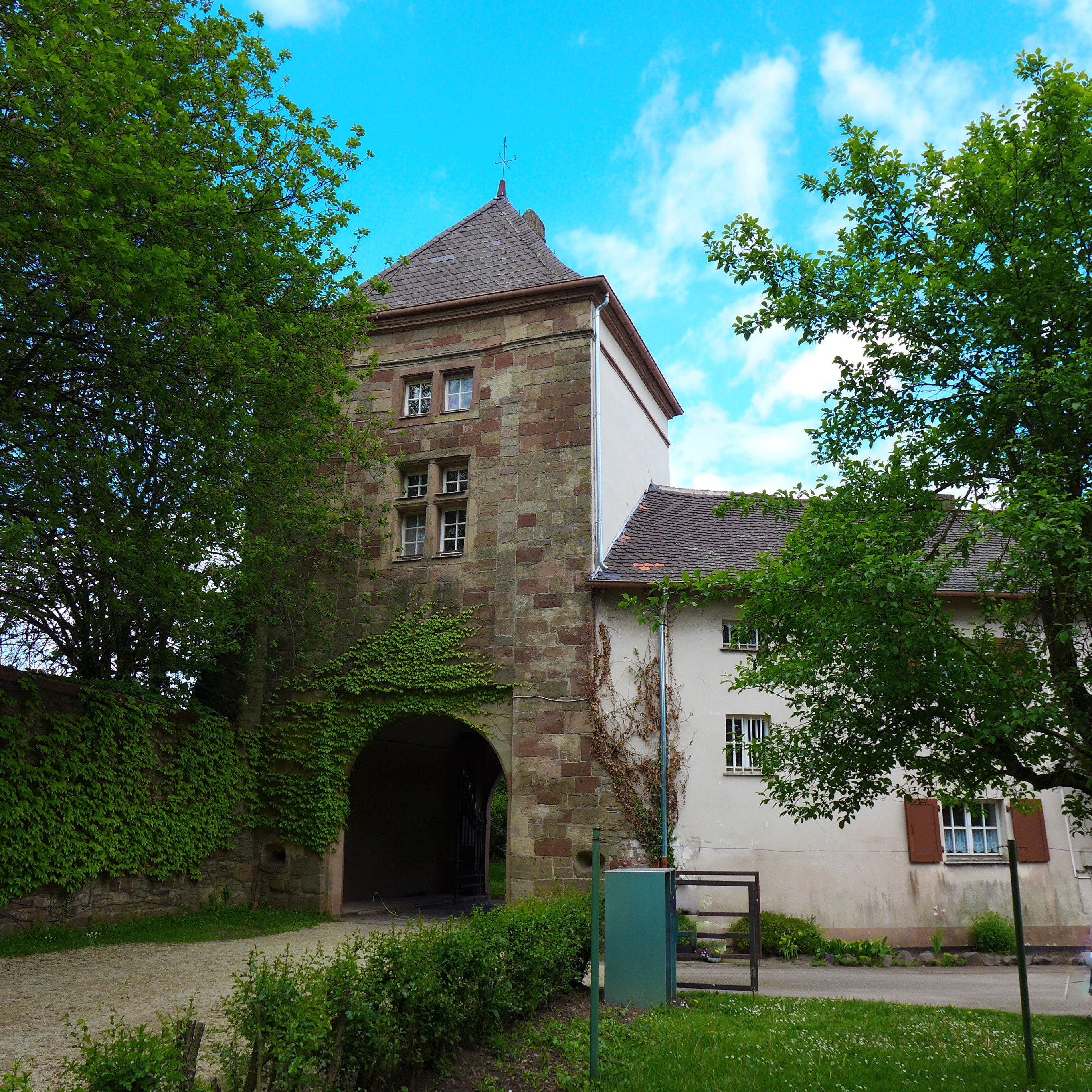
Vieux château.
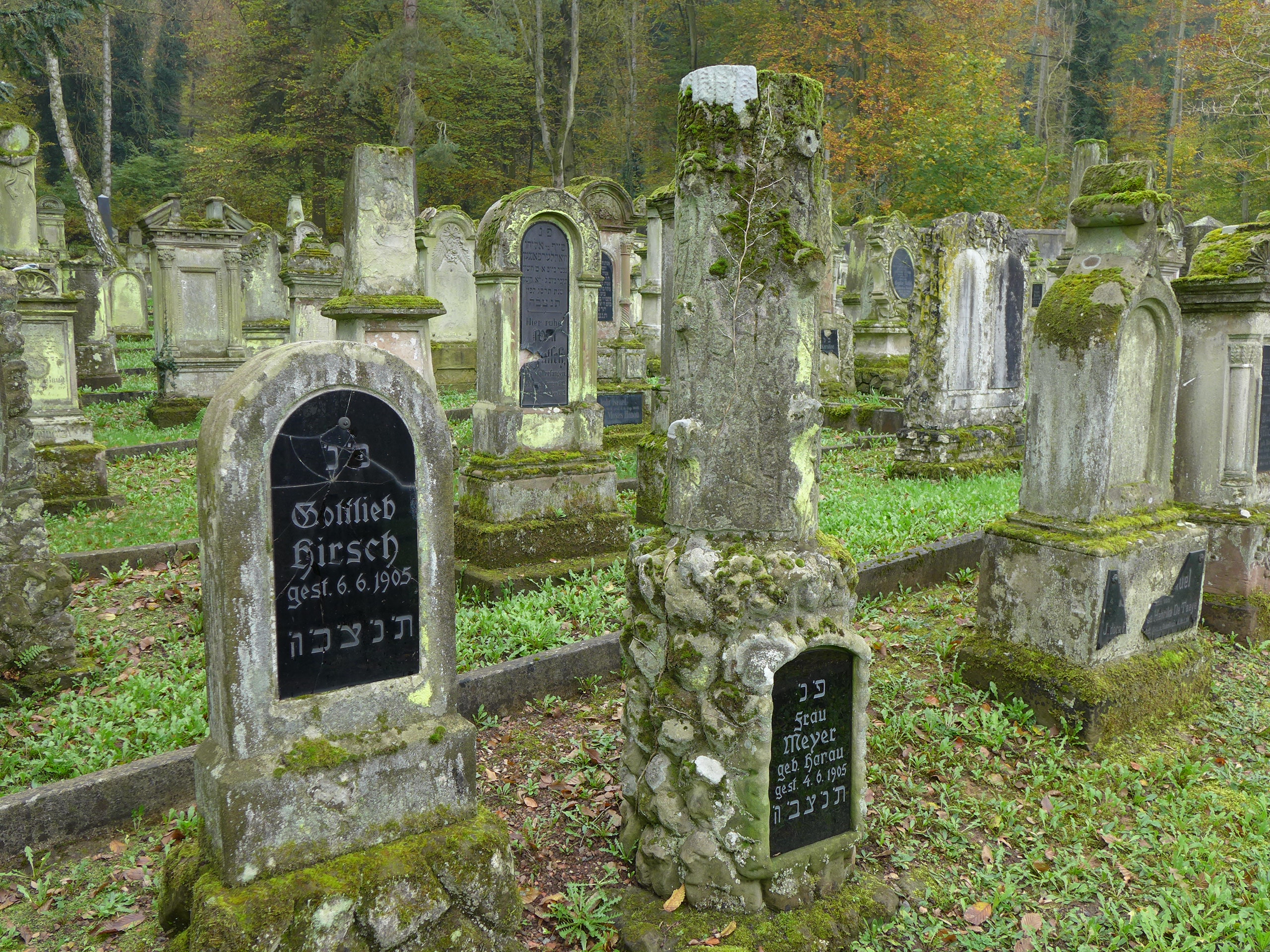
Cimetière juif.
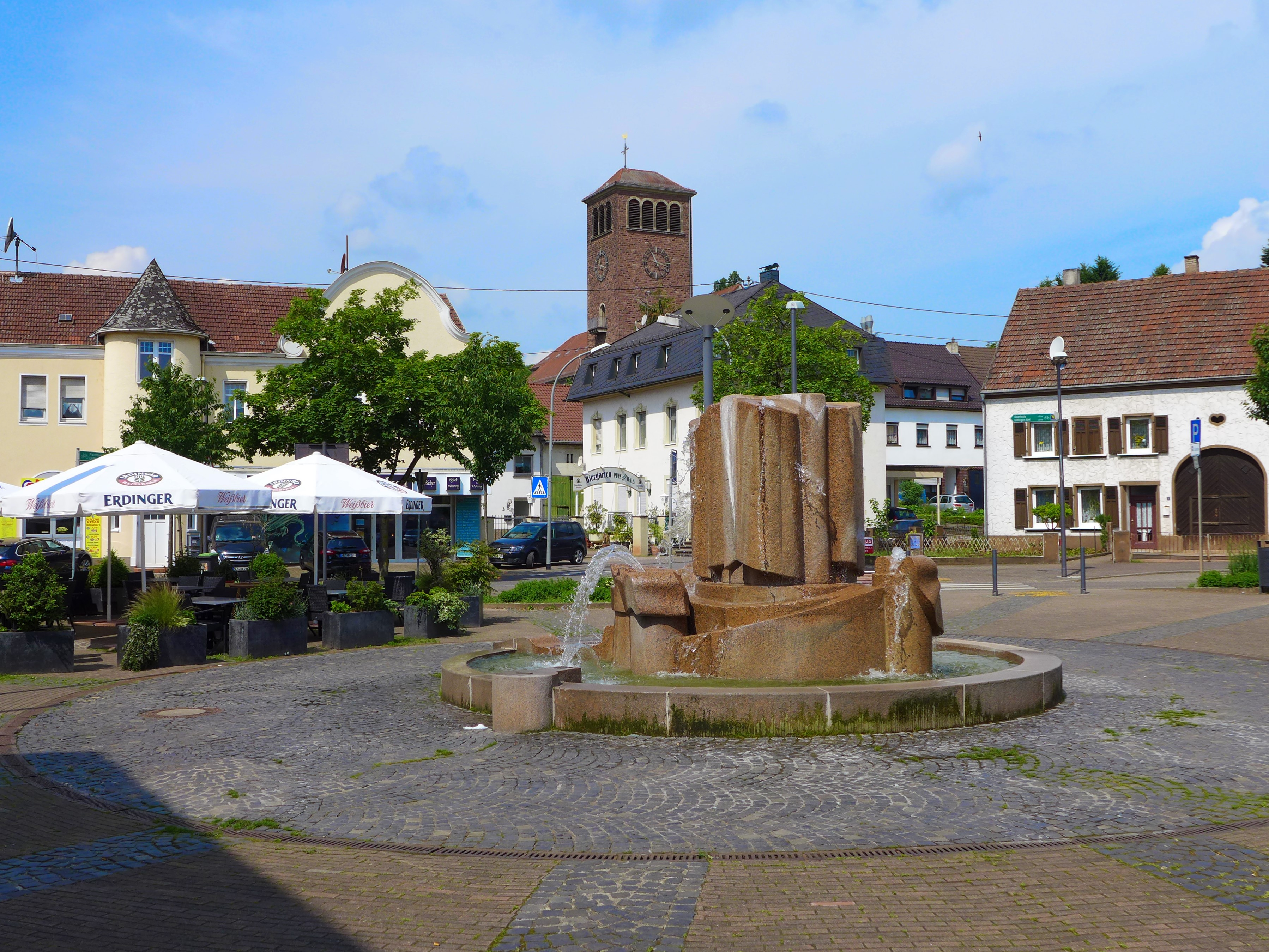
Diefflen, La place du village.

## Administration
- 1956-1974 : Eduard Jakobs, CDU
- 1974-1994 : Gerhard Leonardy, CDU
- 1994-2004 : Erwin Planta, SPD
- 2004– 2025: Franz-Josef Berg, CDU
- 2025-: Christian Finkler, CDU

## Héraldique
| Blason | Blasonnement : En bleu, une muraille argentée, épinglée et noire, surmontée d'un aigle lorrain assis, soutenu et orné de rouge et soutenu par une langue rouge, dans le mur une grande porte dorée, couverte d'une barre en zigzag rouge, surmontée d'un collier bleu à trois rangs. |

,
Explication

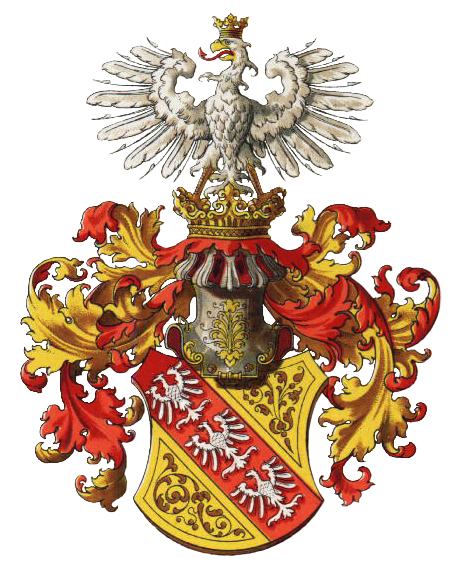
Le blason rouge et or de la Maison de Lorraine est le blason d'origine des armoiries de la ville de Dillingen

Les armoiries rouges et or de la dynastie lorraine sont les armoiries d'origine des armoiries de la ville de Dillingen: l'aigle d'argent lorrain sur le casque de l'écusson couronné avec la couronne ducale des armoiries lorraines apparaît dans les armoiries de Dillingen au-dessus d'une couronne de mur de la ville. Le couvre-casque lorraine aux couleurs rouge et or a été adopté comme couleurs du drapeau de la ville de Dillingen. La barre transversale rouge des armoiries de Lorraine dorées est utilisée dans les armoiries de Dillingen comme une barre en zigzag sur fond d'or.

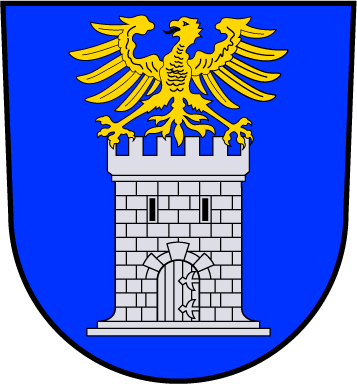
Le blason de la Prévôté Siersberg

Les armoiries de Dillingen reprennent une partie des armoiries lorraines (aigle en argent avec couronne ducale, couleurs lorraines rouge et or, barre rouge en zigzag dans le champ d'or comme déclinaison de la barre diagonale rouge lorraine dans le champ d'or). De plus, sa conception est basée sur les armoiries des seigneurs nobles lorrains de Siersberg, seigneurs de Dillingen (barre en zigzag rouge et col de tournoi bleu sur fond doré) et les armoiries officielles de l'ancienne prévôté lorraine (Vogtei) Siersberg (tour d'argent avec un aigle sur fond bleu). Les colliers de tournoi sont très souvent utilisés dans l'héraldique rhénane pour distinguer les branches plus jeunes des familles nobles. Le col du tournoi présente les armoiries de Dillingen comme symbole d'un pouvoir dépendant de la Lorraine. Les deux armoiries (Seigneurs de Dillingen-Siersberg et prévôté Siersberg) sont combinées. Les armoiries des seigneurs nobles sont réinterprétées dans les armoiries de Dillingen pour la porte d'un mur d'enceinte.

## Jumelages
La commune de Dillingen est jumelée avec :
- Creutzwald (France) depuis le 9 décembre 1967 ;
- Hoyerswerda (Allemagne) depuis 1988 ;
- Sutera (Italie).

## Personnalités liées à la ville
- Guillaume Albert de Lasalle de Louisenthal (1768-1846), officier français de l'Armée des émigrés né à Dillingen. Ce cousin royaliste du général Lasalle fut aussi corsaire et planteur.
- Egon Gindorf (1930-2020), dirigeant de football né à Dillingen.
- Jan Spurk (1956-), sociologue né à Diefflen.
- Christiane Weber (1962-), fleurettiste, championne olympique.